# Hiperleksja
Hiperleksja – objaw zaobserwowany u dzieci, które charakteryzują się następującymi właściwościami:
- Wcześnie przejawiająca się zdolność do czytania słów, wykraczająca poza to, czego można się spodziewać od dziecka w jego wieku chronologicznym, albo intensywna fascynacja literami lub cyframi.
- Znaczne trudności w zakresie rozumienia języka werbalnego.
- Nienormalne umiejętności społeczne, trudności w socjalizacji oraz w prawidłowym uczestniczeniu w interakcjach z innymi ludźmi.
- Nieumiejętność nawiązywania kontaktów, niemożność odczytania cudzych intencji i zamiarów.

Dodatkowo, niektóre spośród dzieci hiperlektycznych mogą wykazywać następujące cechy:
- Uczenie się języka ekspresywnego w szczególny sposób, przez powtarzanie jak echo lub dokładne zapamiętywanie struktury zdaniowej bez zrozumienia jej sensu (echolalia), odwracanie zaimków.
- Rzadkie inicjowanie konwersacji.
- Intensywna potrzeba trzymania się rutyny, trudności z przejściami jakościowymi, rytualistyczne zachowania.
- Nadwrażliwość słuchowa, węchowa lub dotykowa.
- Zachowania autostymulacyjne.
- Specyficzne, niezwykłe lęki.
- Normalny rozwój do 18–24 miesiąca życia, później regresja.
- Mocna pamięć słuchowa i wzrokowa.
- Trudności w odpowiadaniu na pytania: co?, gdzie?, kto?, kiedy? oraz dlaczego?.
- Myślenie w kategoriach konkretnych i dosłownych, trudności w rozumieniu pojęć abstrakcyjnych (np. owoce).
- Słuchanie selektywne (dzieci wydają się głuche).

Problemy dzieci hiperlektycznych stają się szczególnie widoczne w okresie nauki szkolnej, np. mimo wcześnie nabytej umiejętności czytania oraz niejednokrotnie wysokiej inteligencji, napotykają na szereg trudności w zrozumieniu świata i nauce zachowań. Na ogół nikt nie rozumie, dlaczego nie mogą sobie poradzić lub czemu są nieposłuszne.
Hiperleksja ma cechy podobne do autyzmu, zaburzeń zachowania, zaburzeń językowych, zaburzeń emocjonalnych, nadpobudliwości i zaburzeń uwagi, uszkodzenia słuchu, wysokich uzdolnień lub, paradoksalnie, upośledzenia umysłowego. Hiperleksja może także towarzyszyć autyzmowi i zespołowi Aspergera, ale może charakteryzować również dzieci nieautystyczne. Bardzo często występuje w NLD. Jednakże w przypadku dzieci z autyzmem na ogół przypadkowo można się przekonać, że dziecko samo nauczyło się czytać, zaś nieautystyczne dzieci same chętnie informują o tym fakcie, głośno czytając każdy napotkany napis oraz wciągają innych w zabawę pt. „odczytywanie napotykanych słów i wyrażeń”.